# Brothers Osborne
I Brothers Osborne sono un duo musicale country statunitense attivo dal 2012.
Il duo è composto dai fratelli TJ Osborne (voce solista, chitarra ritmica) e John Osborne (chitarra solista, voce di sottofondo). Formatosi a Deale nel Maryland, il duo ha firmato un contratto discografico con la EMI Records nel 2012 e ha iniziato a pubblicare musica a partire dall'anno successivo. Nel 2015 hanno pubblicato il loro album di debutto Pawn Shop, seguito da Port Saint Joe (2018) e Skeletons (2020).
Durante la loro carriera i fratelli Osborne hanno ricevuto sei premi dall'Academy of Country Music, cinque premi dalla Country Music Association e nove nomination e un premio ai Grammy Awards, vincendo nella categoria Best Country Duo/Group Performance nel 2022.

## Discografia
Album in studio
- 2016 - Pawn Shop
- 2018 - Port Saint Joe
- 2020 - Skeletons
- 2023 - Brothers Osborne